# Орбах, Джерри
Джеро́м Берна́рд О́рбах (англ. Jerome Bernard Orbach; 20 октября 1935 года, Нью-Йорк, США — 28 декабря 2004 года, там же), более известный как Джерри Орбах (Jerry Orbach) — американский актёр, наиболее известный по роли детектива Ленни Бриско в сериале «Закон и порядок», а также своими ролями в бродвейских мюзиклах.

## Биография
Джерри Орбах родился в Бронксе в семье еврея-сефарда, выходца из Гамбурга, и уроженки Пенсильвании польско-литовского происхождения, католички, в чьей вере он и воспитывался.
Актёрское мастерство он изучал в Университете Иллинойса и Северо-западном университете, а затем оттачивал навыки в Актёрской студии Ли Страсберга в Нью-Йорке.
В 1955 году он дебютировал на Бродвее в постановке «Трёхгрошовая опера» и в том же году впервые появился на большом экране. В 1960 году он играл в офф-бродвейском мюзикле «Фантастикс». В последующие годы он стал очень востребован на театральных сценах Нью-Йорка, получив три номинации на престижную премию «Тони», а в 1969 году став её обладателем за роль в мюзикле «Обещания, обещания».
Начиная с 1970-х годов Орбах стал часто появляться на телевидении, где достиг наибольшей популярности благодаря своим ролям в сериалах «Она написала убийство», «Золотые девочки» и «Убойный отдел». Большой успех на телеэкранах ему принесла роль детектива Ленни Бриско в сериале «Закон и порядок», которого он играл с 1991 по 2004 год.
На большом экране актёр появлялся реже и в основном исполнял роли второго плана. Наиболее запомнился своим участием в фильмах «Ненавидящий полицейских» (1958), «Принц города» (1981), «Миллионы Брюстера» (1985), «Иллюзия убийства» (1985), «Грязные танцы» (1987), «Преступления и проступки» (1989), «Универсальный солдат» (1992) и «Китайский кофе» (2000). Голосом Орбаха также говорил Люмьер в знаменитом диснеевском мультфильме «Красавица и Чудовище» (1991).
С 1958 по 1975 год Джерри Орбах был женат на Марте Курро, которая родила ему двух сыновей. В 1979 году его второй супругой стала бродвейская актриса и танцовщица Элейн Кансилла, с которой он оставался вместе до своей смерти. Актёр скончался 28 декабря 2004 года от рака предстательной железы, с которым боролся предыдущие 10 лет. В феврале 2005 года Гильдия киноактёров США посмертно присудила Орбаху премию за лучшую мужскую роль в сериале «Закон и порядок».

## Признание
Когда у писателя Курта Воннегута во время радиоинтервью в Австралии в 2005 году спросили, кем бы он хотел быть, он ответил: «Джерри Орбахом, и без вопросов…». Этот знак признания объясняется тем, что Воннегут был большим поклонником актёра.
В сентябре 2007 года в честь актёра 53-я улица Нью-Йорка была переименована в Джерри Орбах Уэй.

## Награды
- Тони 1969 — «Лучший актёр в мюзикле» («Обещания, обещания»)
- Премия Гильдии киноактёров США 2005 — «Лучший актёр в драматическом сериале» («Закон и порядок»)